# Vestiaire Collective
Vestiaire Collective est une plateforme d'achat et de revente de pièces de luxe et de créateurs, de seconde main. 

## Fonctionnement
Vestiaire Collective offre une plateforme où les utilisateurs peuvent acheter et vendre des articles de mode d'occasion. La plateforme met en relation les acheteurs et les vendeurs, les annonces étant vérifiées numériquement et gérées par une équipe interne. Les acheteurs peuvent choisir l'authentification physique par le biais de centres d’authentification ou opter pour l'expédition directe.

## Historique
Vestiaire Collective est fondée en 2009, par six associés : Sébastien Fabre (Fondateur et PDG), Sophie Hersan, Fanny Moizant, Alexandre Cognard, Henrique Fernandes et Christian Jorge. La plateforme est lancée avec 3 000 articles de mode d'occasion provenant d'amis et de membres de la famille. En février 2012, initialement Vestiaire de Copines, la société change de nom pour Vestiaire Collective et commence à se développer à l'étranger. Vestiaire Collective s'implante au Royaume-Uni en 2012, puis aux États-Unis en 2014. L'entreprise poursuit sa croissance internationale, atteignant plusieurs marchés européens en 2015 et s'étendant à Hong Kong, Singapour et l'Australie en 2017,,.
En 2019, Maximilian Bittner a rejoint Vestiaire Collective en tant que nouveau PDG. 
En 2021, Vestiaire Collective lance un programme de partenariat « Resale as a Service » avec des marques de luxe afin de les aider à intégrer la circularité dans leur business model, son premier partenariat est avec Alexander McQueen, puis Chloé et Gucci.
Vestiaire Collective obtient la Certification B Corp en juin 2021. 
En mars 2022, l'entreprise rachète Tradesy (en). En juillet 2022, elle se lance en Corée du Sud.
Fin 2022, Vestiaire Collective lance un plan triennal visant à bannir 62 marques de fast fashion, dont 30 en 2022 et 32 en 2023,,,. Toutefois, selon l'association Zéro Waste France, la seconde main ne diminue pas la consommation de vêtements. Elle tend même à l’amplifier.

### Levées de fonds
En septembre 2013, Vestiaire Collective lève 20 millions de dollars auprès de son troisième investisseur : Condé Nast Publications,. En janvier 2017, elle lève près de 62 millions de dollars. En juin 2019, Vestiaire Collective annonce avoir levé 40 millions d'euros dans le cadre de son développement international. En avril 2020, l'entreprise annonce avoir levé 59 millions d'euros, faisant entrer différents investisseurs à son capital. En 2021, Vestiaire Collective lève 178 millions d'euros en mars auprès de fonds tels que Kering et Tiger Global, puis la même somme levée en septembre auprès notamment de Softbank et Generation Investment Management, le fond d’Al Gore, octroyant à l’entreprise le statut de licorne. Kering prend une participation de 5 % du capital et le fonds d'investissement américain Tiger Global Management intègre également ce 8e tour de table. En novembre 2023, la valorisation de Vestiaire Collective atteint 1,1 milliard d'euros, suite à un tour de table. En février 2024, l'entreprise mène une campagne de financement participatif qui permet de récolter environ 3,5 millions d'euros, dépassant de plus de trois fois l'objectif initial.

## Fondateurs

### Fanny Moizant
Fanny Moizant est cofondatrice et présidente de Vestiaire Collective. Nommée l'une des 40 femmes de 2021 par Forbes, Fanny Moizant siège un temps au conseil d'administration de l'OIF et était auparavant membre du conseil d'administration de SMCP. En décembre 2023, Fanny est décorée de l '« Ordre national du mérite » par le ministère français de l'Économie pour ses réalisations en tant que cofondatrice de Vestiaire Collective.

### Sophie Hersan
Sophie Hersan est cofondatrice et directrice de la mode de Vestiaire Collective,. Elle a une formation en économie et en sciences politiques et a étudié à l'école de stylisme ESMOD à Paris,. Elle a 15 ans d'expérience en tant que directrice de studio et mannequin. En décembre 2023, elle est décorée de l'« Ordre national du mérite » par le ministère français de l'économie pour ses contributions significatives à l'entreprise. Sophie Hersan est membre du conseil d'administration de Paris Good Fashion, une initiative lancée par la Ville de Paris visant à développer des pratiques durables, solidaires et responsables dans le secteur de la mode.